# Tasta IL
Le Tasta IL est un club de football norvégien situé dans l'arrondissement de Tasta, dans la ville de Stavanger. Le club a été fondé en 1963.
L'équipe masculine évolue actuellement en quatrième division norvégienne. Elle évolue en troisième division entre 2000 et 2002.

## Joueurs célèbres
- Christian Landu Landu
- Kasper Hansen